# Шольп, Александр Густавович
Александр Густавович Шольп (1857 — 8 июня 1938, София) — русский военачальник, генерал-майор, участник Белого движения.

## Биография
- Окончил Елисаветградскую военную прогимназию.
- 17 июня 1874 — поступил на службу.
- Окончил Одесское юнкерское пехотное училище, выпущен прапорщиком в 57-й пехотный Модлинский полк.
- 14 марта 1877 — подпоручик.
- 1877—1878 — участвовал в русско-турецкой войне.
- 26 мая 1882 — поручик.
- 15 марта 1883 — штабс-капитан.
- С отличием окончил Офицерскую стрелковую школу.
- 15 марта 1889 — капитан.
- 28 январь 1901 — командир роты юнкеров Одесского военного училища.
- 26 февараля 1901 — подполковник.
- 5 октября 1904 — полковник.
- 31 декабря 1907 — командир 229-го Свияжского резервного батальона.
- 25 июня 1910 — командир 193-го Свияжского пехотного полка.
- 5 ноября 1913 — генерал-майор, командир 1-й бригады 41-й пехотной дивизии, с которой выступил на фронт Первой мировой войны.
- 07.1916 — начальник 3-й пехотной дивизии, во главе которой прорвал Австрийский фронт у Сопонова во время Брусиловского наступления.
- 18 апреля 1917 — оставил пост.
- Конец 1918 — прибыл в Добровольческую армию, назначен комендантом и начальником гарнизона Керчи в составе Крымско-Азовской армии генерала Боровского.
- Начало 1920 — генералом для поручений при начальнике военного снабжения Русской армии генерале Вильчевском.
- Август 1920 — представитель начальника снабжения армии генерал-лейтенанта Ставицкого в штабе генерала Врангеля.
- Эвакуировался из Крыма.
- Состоял при штабе 1-го армейского корпуса в Галлиполи.
- Переехал в Сараево, где служил в местном управлении военного ведомства.
- 1934 — переехал в Софию, получал пенсию как ветеран Освободительной войны 1877—1878 гг.
- Состоял товарищем председателя местного Правления Общества галлиполийцев и Союза Георгиевских кавалеров. Служил начальником военно-инструкторских курсов в Софии.

## Семья
- Отец —  Густав Васильевич Шольп (14.11.1830—29.12.1898)[1]
  - Сестра —  Юлия Густавовна Шольп (1861—1938)[1]
  - Брат — Евгений Густавович Шольп (1863—1916), член Государственной думы I созыва от Киевской губернии.
  - Брат — Аркадий Густавович Шольп (1864—?), начальник службы движения Привислянской железной дороги в г. Варшава[2]
  - Сестра —  Александра Густавовна Шольп (1883—?)[1]
  - Сестра — Ольга Густавовна Шольп (?—24 ноября 1941[1]), начальница гимназии Шольп в Одессе[3].

## Награды
- Орден Святого Станислава 2-й степени (1897)
- Орден Святой Анны 2-й степени (1902)
- Орден Святого Владимира 3-й степени (1909)
- Георгиевское оружие (06.01.1915)